# مارتين درينت
مارتين درينت (بالهولندية: Martin Drent)‏ (31 مارس 1970 بخرونينغن في هولندا - ) هو لاعب كرة قدم هولندي في مركز الهجوم. لعب مع نادي إيمن ونادي غرونينغن ونادي فيندام.